# Apanteles evadne
Apanteles evadne är en stekelart som beskrevs av Nixon 1955. Apanteles evadne ingår i släktet Apanteles och familjen bracksteklar. Inga underarter finns listade i Catalogue of Life.